# Фландрский бувье
Фландрский бувье (фр. Bouvier des Flandres — «коровий пастух из Фландрии», нидерл. Vlaamse koehond — «Фландрская коровья собака», нидерл. Vuilbaard — «грязная борода») — это пастушья порода собак, происходящая родом из Фландрии. Первоначально они использовались для общей работы на фермах, в качестве пастушьих собак, охранявших стада овец, а также крупного рогатого скота; использовались как собаки, носящие корзину; в настоящее время служат сторожевыми и полицейскими собаками, а также в качестве домашних животных.

## Описание
Фландрский бувье — это великан с грозной походкой, сильная и мощная собака, прекрасный следопыт. Вплоть до первой мировой войны, которая фактически поставила породу на грань исчезновения, фландрский бувье работал погонщиком крупного рогатого скота и служил в армии и полиции.
Используется как «семейная» собака, собака-телохранитель, а также сторожевая, полицейская, поисковая собака; хорошо подходит для участия в соревнованиях по послушанию. Успешно используется в животноводстве как пастушья собака. Иногда используется на службе в армии, в полиции, для охраны частной собственности.
Крепкая и мощная собака, компактного и пропорционального телосложения, обладает большой силой, энергией и выносливостью. У фламандского бувье большая, благородная голова с умеренно выпуклым лбом и выраженным переходом ото лба к морде. Уши среднего размера, треугольные, высоко посаженные, широко расставленные. Мочка носа чёрная, широкая, губы черные, десны как можно более тёмные.
Прикус ножницеобразный, шея мощная, мускулистая. умеренной длины. Спина прямая, мощная; грудная клетка широкая, объемная и глубокая. Конечности сильные, мускулистые. Шерсть жесткая, густая, средней длины, плотно прилегающая к телу, с коротким подшерстком. Окрас чёрный с ярко выраженными ржавыми (коричневыми) подпалинами.
Характер. Уравновешенный, преданный и послушный. Обладает по сути спокойным характером. Очень работоспособный. Любознательный, бесстрашный. Добродушен, любит детей.
- Рост. Кобель — 58—71 см, сука — 56—69 см
- Индекс растянутости 103—105. Небольшая растянутость не должна идти за счёт коротконогости или приземистости. Фламандский бувье — собака мощного и крепкого типа конституции
- Дрессировка и воспитание: необходимы услуги профессионала
- Независимость и самостоятельность: достаточно независим
- Доминирование сильное. Другие домашние животные. Находит общий язык с другими домашними животными, если воспитывался с ними с самого детства
- Шум: Лает периодически
- Уход за внешним видом (груминг): Груминг: требует ухода
- Тримминг и расчёсывание: нужно стричь и расчесывать
- Окрас палевый, тигровый, чёрный, серый или белый
- Шерсть: Длинная
- Интенсивность линьки: Сильная
- Физические упражнения: Нужны интенсивные ежедневные физические нагрузки
- Бег: Отличный компаньон для бега
- Поведение в закрытых помещениях: Не проявляет большой активности
- Среда обитания: При наличии регулярных физических нагрузок может жить в квартире, однако, предпочтительнее содержать его в доме с небольшим садом
- Климат: Хорошо себя чувствует в умеренном климате
- Характеристика владельца: Не рекомендуется заводить начинающим собаководам
- Средняя продолжительность жизни: (от 10 до 11 лет)